# حمد عمار
حمد عمار (بالعبرية: חמד עמאר‏) (مواليد 5 نوفمبر 1964) سياسي إسرائيلي درزي وأحد أعضاء حزب إسرائيل بيتنا في الكنيست. وهو أيضا عضو في اللجنة المالية التابعة للكنيست.
ولد حمد عمار في شفاعمرو. خدم في صفوف الجيش الإسرائيلي من 1982–1986. حامل شهادة البكالوريوس في موضوعي العلوم الاجتماعية والحقوق في كلية صفد. متزوج ولديه ثلاثة أطفال. لديه الحزام الأسود ذو الدرجة الخامسة ويرأس جمعية الفنون القتالية في إسرائيل.
عمل مساعدا لأفيغدور ليبرمان عندما كان وزير البنية التحتية الوطنية. في عام 1998 انتخب عضوا في المجلس البلدي لشفاعمرو. أسس ويترأس جمعية الشباب الدروز.

## روابط خارجية
- على موقع الكنيست